# Bruised - Lottare per vivere
Bruised - Lottare per vivere (Bruised) è un film del 2021 diretto da Halle Berry.
Jackie Justice, interpretata dalla stessa regista Halle Berry, è una lottatrice di arti marziali miste che aveva abbandonato una brillante carriera con una disastrosa sconfitta. Ad un'età ormai avanzata, nel momento in cui deve affrontare anche il ritorno di suo figlio abbandonato anni prima, si prepara a rientrare nello sport agonistico affrontando subito un match di altissimo livello.

## Trama
L'ex lottatrice UFC Jackie "Pretty Bull" Justice vive con il suo fidanzato e manager, Desi, e si guadagna da vivere come donna delle pulizie, sfogandosi sull'alcol nei momenti di sconforto. Il compagno la spinge a ricominciare a combattere, ma lei rifiuta, incolpandolo con rabbia di aver gestito male la sua carriera.
Desi porta Jackie a un incontro clandestino illegale, con l'intenzione di ingaggiare una nuova lottatrice. Riconosciuta e provocata da una lottatrice apparentemente imbattibile, Jackie si batte con destrezza e ferocia annichilendo la terribile avversaria. Immaculate, un promoter di una lega di lotta femminile, la nota e le dà un appuntamento con Bobbi "Buddhakan" Berroa e Pops, i suoi migliori allenatori, per rimetterla in forma e tornare nella UFC.
Tornando a casa, Jackie e Desi vengono fermati da Angel, la madre di lei con la quale non ha più rapporti, che ha portato con sé Manny. Sei anni, Jackie non lo vede da quando era neonato, e ora, morto il padre ucciso in una sparatoria, viene affidato a lei. A causa del trauma subito Manny non parla, rendendo tutto molto complicato.
Sotto la guida di Buddhakan Jackie torna in forma, così Immaculate la convince a firmare un contratto con lui che esclude Desi, con cui, dopo l'arrivo di Manny, i rapporti sono sempre più tesi. Rotto con il compagno, Jackie chiede ospitalità alla madre, che accetta per il bene del bambino.
Jackie è pronta per affrontare ad Atlantic City Lucia "Lady Killer" Chavez, campionessa dei pesi mosca dell'Invicta FC, in un incontro per il titolo. Immaculate afferma che l'incontro serve a riportare Jackie in UFC, ma in seguito svela di averla reclutata come un'avversaria da sacrificare per aumentare il successo della Chavez.
Rivivendo il ricordo del suo ultimo combattimento, Jackie ha un attacco di panico. Manny cerca di confortarla, ma lei gli urla di andarsene. Lui scappa via e viene portato da Angel, che la accusa di essere una cattiva madre.
Senza nessun altro a cui rivolgersi, Jackie va a vivere da Buddhakan, dedicandosi completamente all'allenamento. Tra le due nasce una relazione intima cui Jackie però non vuole dare ufficialità, non sentendosi pronta. Buddhakan allora si ubriaca, finendo in ospedale proprio il giorno prima dell'incontro.
Con solo Pops al suo angolo, Jackie affronta l'incontro con Chavez senza la giusta concentrazione, venendo così dominata nel primo round. Nel secondo e nel terzo round, la sua fiducia aumenta rimontando su Chavez e conquistando il pubblico. Al termine del quinto e ultimo round, dopo un match equilibrato, con decisione non unanime, Chavez conserva il suo titolo. Nonostante ciò, lei stessa e il pubblico tributano Jackie di riconoscimenti pari a quelli di una vincitrice.
Dopo essersi riconciliata con Buddhakan, Jackie torna da sua madre, dimostratasi più matura e responsabile con il nipotino di quanto non fosse stata con lei, promettendole che troverà una casa tutta per loro. 
Mentre camminano per strada, Jackie si ferma ad aiutare Manny ad allacciarsi le scarpe e lui, per la prima volta, le parla, accettandola come sua madre.

## Distribuzione
Il film è stato distribuito sulla piattaforma Netflix a partire dal 24 novembre 2021.